# Giorgio Tuccinardi
Giorgio CanTuccinardi (Udine, 22 dicembre 1985) è un canottiere italiano.

## Piazzamenti ai Campionati del Mondo

### Under 23
- 2005: Due senza pesi leggeri, 1º Classificato
- 2006: Due senza, 8º Classificato
- 2007: Quattro senza pesi leggeri, 5º Classificato

### Assoluti
- 2006: Otto pesi leggeri, 1º Classificato
- 2007: Otto pesi leggeri, 3º Classificato
- 2008: Otto pesi leggeri, 4º Classificato
- 2009: Quattro senza pesi leggeri, 5º Classificato
- 2010: Due senza pesi leggeri, 4º Classificato
- 2011: Otto pesi leggeri , 2º classificato
- 2013: Quattro senza pesi leggeri 7º classificato
- 2014: Otto pesi leggeri 2º classificato
- 2016: Due senza 11º classificato - OLIMPIADI Rio de Janeiro : riserva

Giorgio Tuccinardi inoltre è stato 10 volte campione italiano in diverse specialità ed ha partecipato alle Olimpiadi 2016 come riserva.